# Prix Martinus-Nijhoff
Pour les articles homonymes, voir Nijhoff.
Le prix Martinus-Nijhoff, doté de 35 000 euros, est un prix de traduction décerné chaque année aux Pays-Bas par un jury composé de cinq membres, et qui récompense la meilleure traduction d'une œuvre littéraire à partir du néerlandais ou vers le néerlandais.

## Historique
Le prix a été institué en 1955 en mémoire de Martinus Nijhoff (1894-1953), poète et traducteur en néerlandais d'Euripide (Iphigénie en Tauride), de Shakespeare (La Tempête) et de Charles-Ferdinand Ramuz (L'Histoire du soldat).

## Lauréats
- 2021 - Rokus Hofstede (nl) pour ses traductions du français, en littérature (Ernaux, Pierre Michon, Perec, Ramuz) et en sciences humaines (Bourdieu, Barthes, Bruno Latour).
- 2020 - Jacques Westerhoven pour ses traductions du japonais; Irina Michajlova (nl) pour ses traductions d'œuvres néerlandaises vers le russe[1].
- 2019 - Jan Willem Bos pour ses traductions de littérature roumaine[2].
- 2018 - Jeanne Holierhoek (nl) pour ses traductions du français (Descartes,Foucault, Montesquieu, Marie NDiaye, Michel Tournier).
- 2017 : Karol Lesman[3], pour ses traduction du polonais en néerlandais (prose et poésie) d'oeuvres de Bolesław Prus, Stanisław Ignacy Witkiewicz, Wisława Szymborska, Wojciech Kurczok et Zbigniew Herbert
- 2016 : Babet Mossel[4],[5], pour ses traductions d'anglais en néerlandais (notamment de Charlotte Brontë, Doris Lessing, Donna Tartt, Jonathan Coe, Vikram Seth, Philip Roth...).
- 2015 : Hans Boland, pour ses traductions du russe en néerlandais (Œuvres complètes de Pouchkine, Anna Akhmatova) et Christiane Kuby, pour ses traductions du néerlandais en allemand (Kader Abdolah, Carl Friedman, Herman Koch, Erwin Mortier)
- 2014 : Hilde Pach pour ses traductions de l'hébreu en néerlandais (Nir Baram, David Grossman (écrivain), Yoram Kaniuk, Amos Oz, Avraham Yehoshua)
- 2013 : Reina Dokter[6] pour ses traductions du serbo-croate en néerlandais (Aleksandar Tišma, Danilo Kiš, Borislav Čičovački)
- 2012 : Frans Denissen[7],[8] pour ses traductions de l'italien en néerlandais (Boccace, Sciascia, Malaparte, Montale, Pavese, Gadda)
- 2011 : Piet Schrijvers[9] pour ses traductions du latin en néerlandais et notamment de De rerum natura de Lucrèce
- 2010 : Riet de Jong-Goossens[10] pour ses traductions de l'afrikaans en néerlandais (Karel Schoeman, Marlene Van Niekerk, Ingrid Winterbach)
- 2009 : Marja Wiebes pour ses traductions du russe en néerlandais (Vladimir Nabokov, Tchekhov, Guerre et paix de Tolstoi)
- 2008 : Birthe Lundsgaard pour ses traductions du néerlandais en danois (Kader Abdolah, Jeroen Brouwers, Hugo Claus, Etty Hillesum, Harry Mulisch, Henk van Woerden)
- 2007 : Ria van Hengel pour ses traductions de l'allemand en néerlandais
- 2006 : Arthur Langeveld pour ses traductions du russe en néerlandais
- 2005 : Annelies Jorna pour ses traductions de littérature jeunesse d'anglais en néerlandais et Rolf Erdorf pour ses traductions de littérature jeunesse du néerlandais en anglais
- 2004 : Waltraud Hüsmert pour ses traductions du néerlandais en allemand (Hugo Claus, Willem Elsschot, Hella Haasse, Willem Frederik Hermans)
- 2003 : Tineke van Dijk pour ses traductions de l'italien en néerlandais (Giorgio Bassani, Luigi Pirandello, Leonardo Sciascia)
- 2002 : H.J. de Roy van Zuydewijn pour ses traductions de l'Iliade et de l'Odyssée d'Homère en néerlandais
- 2001 : Judit Gera pour l'ensemble de son œuvre (traductions de littérature néerlandaise en hongrois)
- 2000 : Bertie van der Meij pour ses traductions de littérature contemporaine suédoise en néerlandais (Hjalmar Söderberg, Torgny Lindgren, Göran Tunström, Carl Michael Bellman)
- 1999 : Thérèse Cornips pour l'ensemble de son œuvre, et plus particulièrement pour ses traductions de l'œuvre de Marcel Proust
- 1998 : Anne-Marie de Both-Dietz pour ses traductions du néerlandais en français (Kader Abdolah, Adriaan van Dis, Hella S. Haasse, Bart Moeyaert, Cees Nooteboom, Annie M.G Schmidt, F. Springer)
- 1997 : Gerard Rasch pour ses traductions du polonais en néerlandais, et plus particulièrement pour ses traductions des œuvres complètes de Bruno Schulz
- 1996 : Paul Claes pour ses traductions en langue néerlandaise de poésie à partir de différentes langues étrangères (D. H. Lawrence, Stéphane Mallarmé, Ezra Pound, Rainer Maria Rilke, Arthur Rimbaud, Sappho)
- 1995 : Jerzy Koch pour l'ensemble de son œuvre, et plus particulièrement pour sa traduction du néerlandais en polonais de Max Havelaar, de Multatuli
- 1994 : Henry Kammer pour ses traductions du hongrois, et plus particulièrement pour sa traduction de Emlékiratok könyve (Le livre des mémoires) de Péter Nádas
- 1993 : René Kurpershoek pour sa traduction d'anglais en néerlandais de Ada de Vladimir Nabokov
- 1992 : Helga van Beuningen pour ses traductions de littérature néerlandaise contemporaine en allemand, et Wilt Idema pour ses traductions de poésie chinoise classique en néerlandais
- 1991 : Per Holmer pour ses traductions du néerlandais en suédois et Gerard Koolschijn pour ses traductions en néerlandais de classiques de la littérature grecque (Eschyle, Euripide, Hérodote, Platon, Sophocle, Xénophon)
- 1990 : Béla Szondi pour ses traductions du néerlandais en hongrois et Frans van Doorenpour ses traductions en néerlandais de classiques de la littérature italienne (Dante, Leopardi, Machiavel, Michel-Ange, Pétrarque)
- 1989 : Ad den Besten pour ses traductions d'allemand en néerlandais des poèmes de Friedrich Hölderlin
- 1988 : Alain van Crugten pour ses traductions du néerlandais en français, plus particulièrement pour la traduction du Chagrin des Belges de Hugo Claus, et Frans van Woerden pour sa traduction du français en néerlandais de l'œuvre de Louis-Ferdinand Céline
- 1987 : Kees Mercks pour ses traductions en néerlandais d'œuvres de la littérature tchèque contemporaine
- 1986 : M. d'Hane-Scheltema pour sa traduction du latin en néerlandais des Satires de Juvénal, et Jenny Tuin pour ses traductions en néerlandais à partir du français et de l'italien
- 1985 : C. Ouwehand pour ses traductions en néerlandais d'œuvres de la littérature japonaise contemporaine, et Henriëtte ten Harmsel pour sa traduction en anglais d'œuvres de la littérature néerlandaise du XVIIe siècle
- 1984 : Peter Kaaij pour ses traductions de l'allemand en néerlandais, plus particulièrement de Der Butt (Le Turbot) de Günter Grass, et Rosemarie Still pour ses traductions en allemand d'auteurs néerlandais, notamment Lucebert et W.F. Hermans
- 1983 : August Willemsen pour ses traductions du portugais en néerlandais, plus particulièrement de Fernando Pessoa, Carlos Drummond de Andrade, Manuel Bandeira et João Guimarães Rosa, et Andrzej Wojtás pour ses traductions du néerlandais en polonais
- 1982 : Sjaak Commandeur et Rien Verhoef pour leur traduction de l'anglais de 1985 d'Anthony Burgess
- 1981 : Erika Dedinszky pour ses traductions de poésie hongroise en néerlandais, Tom Eekman pour ses traductions du russe en néerlandais et Philippe Noble pour sa traduction du néerlandais en français de Het land van herkomst (Le Pays d'origine) d'Edgar du Perron
- 1980 : Hans van Pinxteren pour sa traduction en néerlandais de Salammbô, de Gustave Flaubert, et Janko Moder pour ses traductions du néerlandais en slovène
- 1979 : Ingrid Wikén Bonde pour ses traductions du néerlandais en suédois, plus particulièrement de De Kapellekensbaan (La Route de la chapelle) de Louis Paul Boon, Robert Lemm pour ses traductions en néerlandais d'œuvres d'auteurs latino-américains, plus particulièrement de Concierto Barroco (Concert baroque) d'Alejo Carpentier, et Karel van het Reve pour ses traductions du russe en néerlandais, plus particulièrement pour ses traductions de l'œuvre d'Ivan Tourgueniev
- 1978 : Anneke Brassinga pour sa traduction de The Gift (Le Don) de Vladimir Nabokov, et Júlia Májeková pour ses traductions du néerlandais en slovaque
- 1977 : non attribué
- 1976 : H.R. Radian pour ses traductions du néerlandais en roumain, et plus particulièrement pour sa traduction de  Max Havelaar de Multatuli
- 1975 : Barber van de Pol pour ses traductions en néerlandais d'auteurs latino-américains, et plus particulièrement pour sa traduction de Rayuela, de Julio Cortázar
- 1974 : C.A.G. van den Broek pour ses traductions d'espagnol en néerlandais, plus particulièrement de Cien años de soledad (Cent ans de solitude) de Gabriel García Márquez, et Adrienne Dixon, pour ses traductions du néerlandais en anglais, plus particulièrement de Het stenen bruidsbed (Noces de pierre) de Harry Mulisch
- 1973 : H.B. Jassin pour ses traductions du néerlandais en indonésien de Max Havelaar de Multatuli, et Peter Verstegen pour sa traduction d'anglais en néerlandais de Pale Fire (Feu pâle) de Vladimir Nabokov
- 1972 : E. Kummer pour sa traduction en néerlandais de Voyage au bout de la nuit de Louis-Ferdinand Céline
- 1971 : Else Hoog pour ses traductions de l'anglais en néerlandais, et Lode Roelandt pour ses traductions du néerlandais en français, plus particulièrement pour sa traduction de Max Havelaar de Multatuli
- 1970 : John Vandenbergh pour sa traduction de Ulysses (Ulysse) de James Joyce
- 1969 : Olga Krijtova pour ses traductions du néerlandais en tchèque, et Marko Fondse pour ses traductions du russe en néerlandais
- 1968 : Ida Gerhardt pour sa traduction du latin en néerlandais des Géorgiques de Virgile, et Felipe M. Lorda Alaiz pour ses traductions d'auteurs néerlandais et flamands en espagnol
- 1967 : Alexander Brotherton pour ses traductions du néerlandais en anglais, et Gerrit Kouwenaar pour ses traductions pour le théâtre
- 1966 : Jacob Hemelrijk pour ses traductions du latin de Plaute, et James Brockway pour ses traductions du néerlandais en anglais
- 1965 : Ludwig Kunz pour ses traductions en allemand de poésie contemporaine néerlandaise, plus particulièrement pour ses traductions des poèmes des années 50 et de Hugo Claus, et Ernst van Altena pour sa traduction en néerlandais de l'œuvre de François Villon
- 1964 : Giacomo Prampolini pour ses traductions du néerlandais en italien, et Christiaan N. Lijsen pour ses traductions du français en néerlandais
- 1963 : Johannes Piron pour ses traductions en allemand de poésie néerlandaise contemporaine, et Charles B. Timmer pour ses traductions en néerlandais d'auteurs russes du XIXe siècle
- 1962 : Ernst Roy Edwards pour ses traductions du néerlandais en anglais, et Adriaan Morriën pour ses traductions du français en néerlandais
- 1961 : Gerda van Woudenberg pour son anthologie en langue italienne de la poésie néerlandaise contemporaine (Poesia Olandese contemporanea), et Evert Straat pour ses traductions en néerlandais d'œuvres de Shakespeare et d'Euripide
- 1960 : Francisco Carrasquer pour son anthologie en langue espagnole de la poésie néerlandaise contemporaine (Antología de poetas holandeses contemporáneos)
- 1959 : Bert Voeten pour ses traductions en néerlandais du français et de l'anglais, plus particulièrement pour ses traductions du théâtre anglais, et Max Schuchart pour ses traductions de l'anglais en néerlandais, plus particulièrement de The Lord of the Rings (Le Seigneur des anneaux) de Tolkien
- 1958 : Dolf Verspoor pour ses traductions en français de poésie néerlandaise contemporaine et pour ses traductions en néerlandais de poésie espagnole, italienne et portugaise
- 1957 : H.W.J.M. Keuls pour sa traduction en néerlandais de la Vita Nuova de Dante et de l'œuvre de Jules Supervielle
- 1956 : James S. Holmes pour ses traductions en anglais de poésie néerlandaise
- 1955 : Aleida Schot pour sa traduction en néerlandais d'auteur russes du XIXe siècle, et Bertus van Lier pour sa traduction en néerlandais d'Antigone de Sophocle